# 朗古埃特
朗古埃特（法語：Langouet，法語發音：[lɑ̃ɡwɛt]，当地亦作）是法国伊勒-维莱讷省的一个市镇，属于雷恩区。

## 地理
朗古埃特（48°14'59"N, 1°49'23"W）面积6.99 平方千米，位于法国布列塔尼大區伊勒-维莱讷省，该省份为法国西北部沿海省份，位于布列塔尼半岛东部，北濒大西洋，西接阿摩尔滨海省和莫尔比昂省，南至大西洋卢瓦尔省，西南端接曼恩-卢瓦尔省，东临马耶讷省，东北与芒什省接壤。
与朗古埃特接壤的市镇（或旧市镇、城区）包括：拉沙佩勒绍塞、热沃泽、圣贡德朗、圣桑福里安、维尼奥克、朗冈。

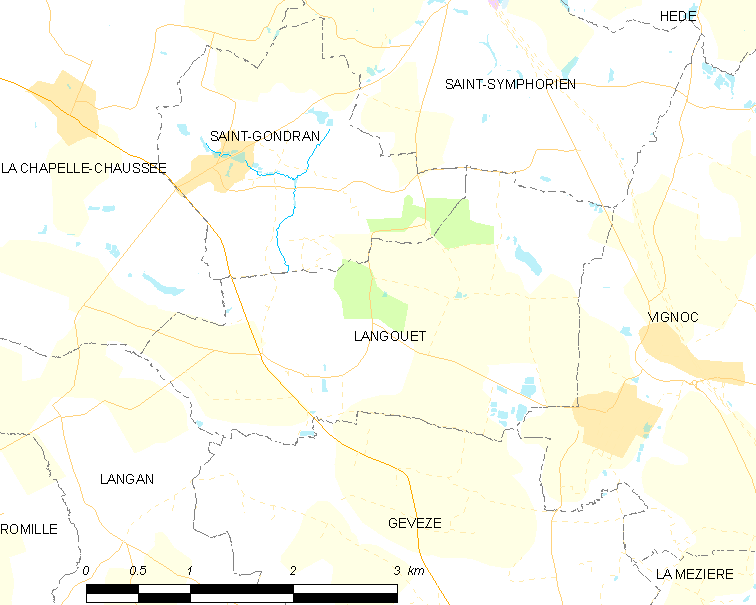
朗古埃特的OSM定位图

朗古埃特的时区为UTC+01:00、UTC+02:00（夏令时）。

## 行政
朗古埃特的邮政编码为35630，INSEE市镇编码为35146。

## 政治
朗古埃特所属的省级选区为默莱斯县。

## 人口

1962-2008年间朗古埃特人口变化图示

朗古埃特于2022年1月1日时的人口数量为610人。